# Obyce
Obyce (in ungherese Ebedec) è un comune della Slovacchia facente parte del distretto di Zlaté Moravce, nella regione di Nitra.